# Physalis acutifolia
Physalis acutifolia là loài thực vật có hoa trong họ Cà. Loài này được (Miers) Sandwith miêu tả khoa học đầu tiên năm 1960.